# Myrmica fortior
Myrmica fortior  (лат.) — вид мелких муравьёв рода Myrmica (подсемейство мирмицины). Горный эндемик Индии.

## Распространение
Южная Азия: Индия (Кашмир), на высотах 2000-2700 м.

## Описание
Мелкие желтовато-коричневые муравьи длиной около 5 мм с длинными шипиками заднегруди. Стебелёк между грудкой и брюшком состоит из двух члеников: петиолюса и постпетиолюса (последний четко отделен от брюшка), жало развито, куколки голые (без кокона). Муравейники в земле и под камнями.

## Систематика
Близок к Myrmica smythiesii и видам группы Myrmica smythiesii. Вид был впервые описан в 1904 году швейцарским мирмекологом Огюстом Форелем в качестве вариетета Myrmica smythiesii под первоначальным названием Myrmica smythiesii var. fortior Forel, 1904.